# Dubréka
Dubréka – miasto w Gwinei; 10 600 mieszkańców (2006). Przemysł spożywczy, włókienniczy.